# Consagración de una iglesia
La consagración de una iglesia o dedicación de una iglesia (del latín dedicatio: 'dedicación, consagración', obsoleto también: consecratio: 'santificación'; del griego καθιέρωσις: kathiérōsis, 'consagración, inauguración' o ἐγκαίνια: enkaínia, 'fiesta de la renovación') es el acto de consagrar o santificar solemnemente una iglesia, por el que se entrega el espacio interior a la congregación para su uso litúrgico. Cuando se consagra una catedral, también se utiliza popularmente el término consagración catedralicia. La consagración de una iglesia tiene lugar cuando una iglesia de nueva construcción se pone en servicio como lugar sacro de culto por primera vez o, incluso, tras una renovación importante.
Las iglesias bajo la autoridad de un obispo suelen ser consagradas por éste.

## Iglesia primitiva y primeras costumbres

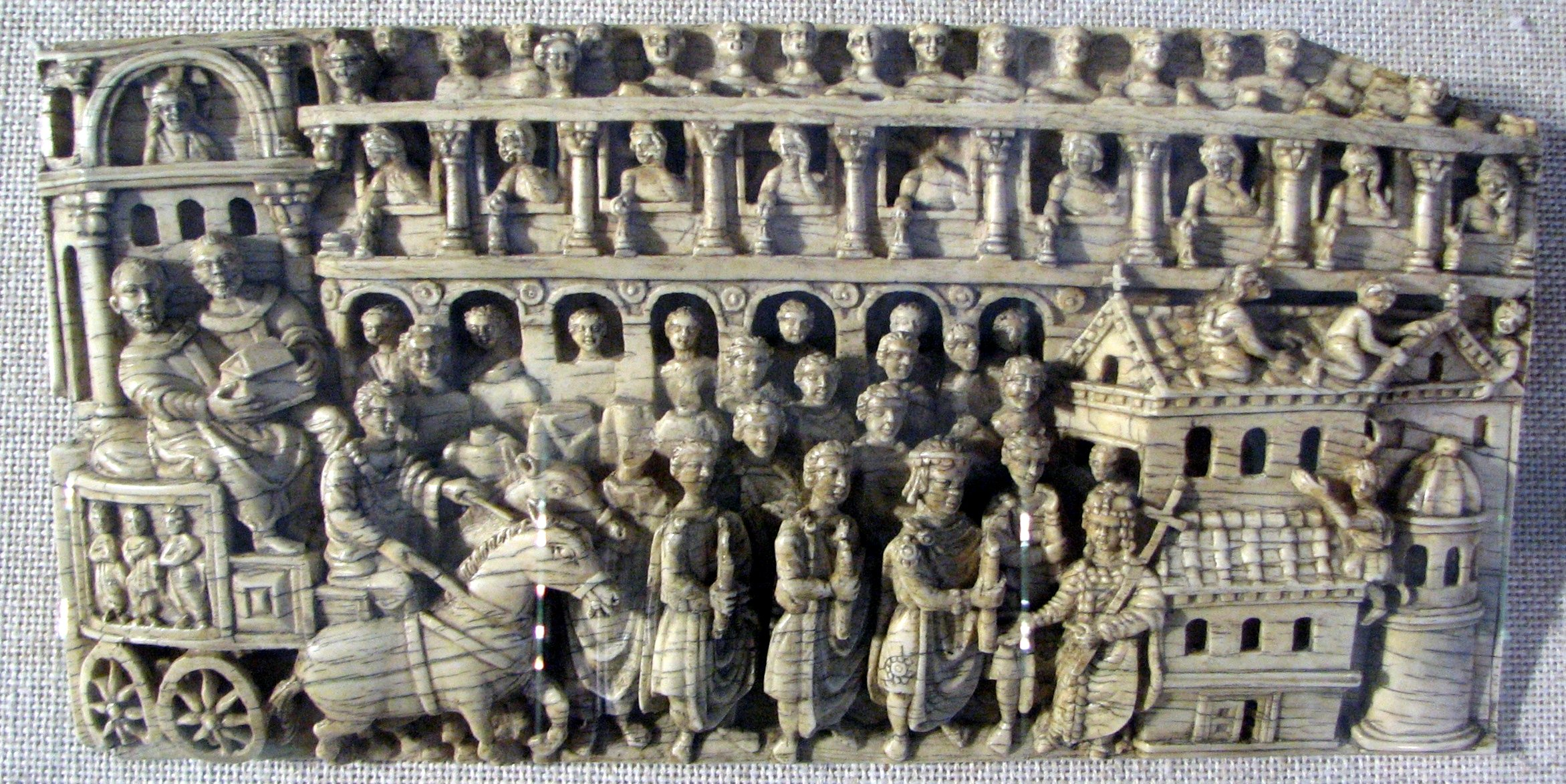
Traslado ceremonial de reliquias a una nueva iglesia. Los obreros están terminando el tejado y la emperatriz, fundadora de la iglesia, está de pie ante su puerta para dar la bienvenida a la procesión que se aproxima. Marfil, Constantinopla, (Catedral de Tréveris).

El cristianismo primitivo carecía de espacios sagrados propios y difería en este aspecto tanto del judaísmo como de otras religiones del Imperio romano. Sin embargo, esto no se percibía como una deficiencia. Pablo de Tarso explicaba a sus seguidores cristianos que su propio cuerpo era un templo: 
"¿No sabéis que sois templo de Dios y que el Espíritu de Dios habita en vosotros?". (1 Cor 3:16).
Este pasaje del Nuevo Testamento influyó mucho en las declaraciones de los primeros teólogos de la Iglesia sobre el tema de los edificios eclesiásticos. Sin embargo, también influyeron los impulsos del Antiguo Testamento, que abordaba repetidamente la consagración de los lugares santos (el Tabernáculo, los massebot , el Templo de Jerusalén). Por tanto, el Antiguo y el Nuevo Testamento tienen una comprensión diferente del espacio sagrado, lo que da lugar a una bipolaridad del pensamiento teológico sobre el espacio de la iglesia.
La costumbre de consagrar o dedicar solemnemente edificios como iglesias o capillas destinadas al culto cristiano debe ser casi tan antigua como el propio cristianismo. A principios del siglo IV abundan las alusiones y descripciones de la consagración de iglesias.
Al principio dominó el impulso del Nuevo Testamento. Clemente de Alejandría y Minucio Félix afirmaban que los edificios de las iglesias no tenían santidad.
Este servicio es probablemente de origen judío: la consagración del Tabernáculo y de sus muebles y ornamentos (Éxodo 40); la dedicación del Templo de Salomón (I Reyes 8) y del Segundo Templo por Zorobabel (Esdras 6); su nueva rededicación por Judas Macabeo; la dedicación del templo de Herodes el Grande; y la asistencia de Jesús a la Fiesta de la Dedicación (Juan 10:22-23). Todo ello apunta a la probabilidad de que los cristianos deriven su costumbre de un origen judío.
Eusebio de Cesarea compartió la idea de que los cristianos que se reunían para el culto eran una congregación santa y habla de la dedicación de iglesias reconstruidas después de la persecución de Diocleciano, incluida la inauguración de la iglesia de Tiro en 315, que aprovechó para interpretar simbólicamente la arquitectura de la iglesia estructurada jerárquicamente. Un detalle interesante es la mampara de madera, que aparentemente estaba destinada a mantener a los laicos alejados del altar.
Los cánones del Concilio de Laodicea (363-365) excluían a las mujeres de entrar en el presbiterio, siguiendo las palabras de Pablo: "Las mujeres callen en la congregación". Cada vez más, las fuentes contienen regulaciones sobre cómo deben comportarse los creyentes en la iglesia. Por ejemplo, en Laodicea también se reguló: 'que no se organicen los llamados ágapes en los salones de las iglesias o se coma en la casa de Dios ni se instalen divanes para comer'. Tales prohibiciones son indicadores de que el interior de las iglesias ya se consideraba un espacio especial y sagrado.
Tanto Eusebio como otros historiadores eclesiásticos describen las consagraciones de la iglesia del Santo Sepulcro de Jerusalén en 335, construida por Constantino I, y de otras iglesias posteriores. De ellas se deduce que toda consagración iba acompañada de una celebración de la Sagrada Eucaristía y de un sermón, así como de oraciones especiales de carácter dedicatorio, pero no hay rastro del elaborado ritual de los pontificales medievales que datan del siglo VIII en adelante.
La consagración separada de los altares está prevista en el canon 14 del Concilio de Agde en 506, y en el canon 26 del Concilio de Epaon en 517, que contiene la primera referencia conocida al uso de ungir el altar con crisma. El uso tanto del agua bendita como de la unción se atribuye a san Columbano (f. 615).
Cada año se conmemoraba la consagración original de la iglesia, una fiesta cuya "octava" duraba ocho días, durante las que Gregorio Magno fomentaba la construcción de puestos y la celebración de banquetes por parte de la población, para compensar y sustituir de algún modo las abolidas festividades paganas.
En una fecha temprana, el derecho de consagrar iglesias estaba reservado a los obispos, por un canon del Primer Concilio de Bracara en 561, y por la 23.ª de las colecciones irlandesas de cánones, una vez atribuidas a San Patricio, pero difícilmente anteriores al siglo VIII.

## Costumbres católicas

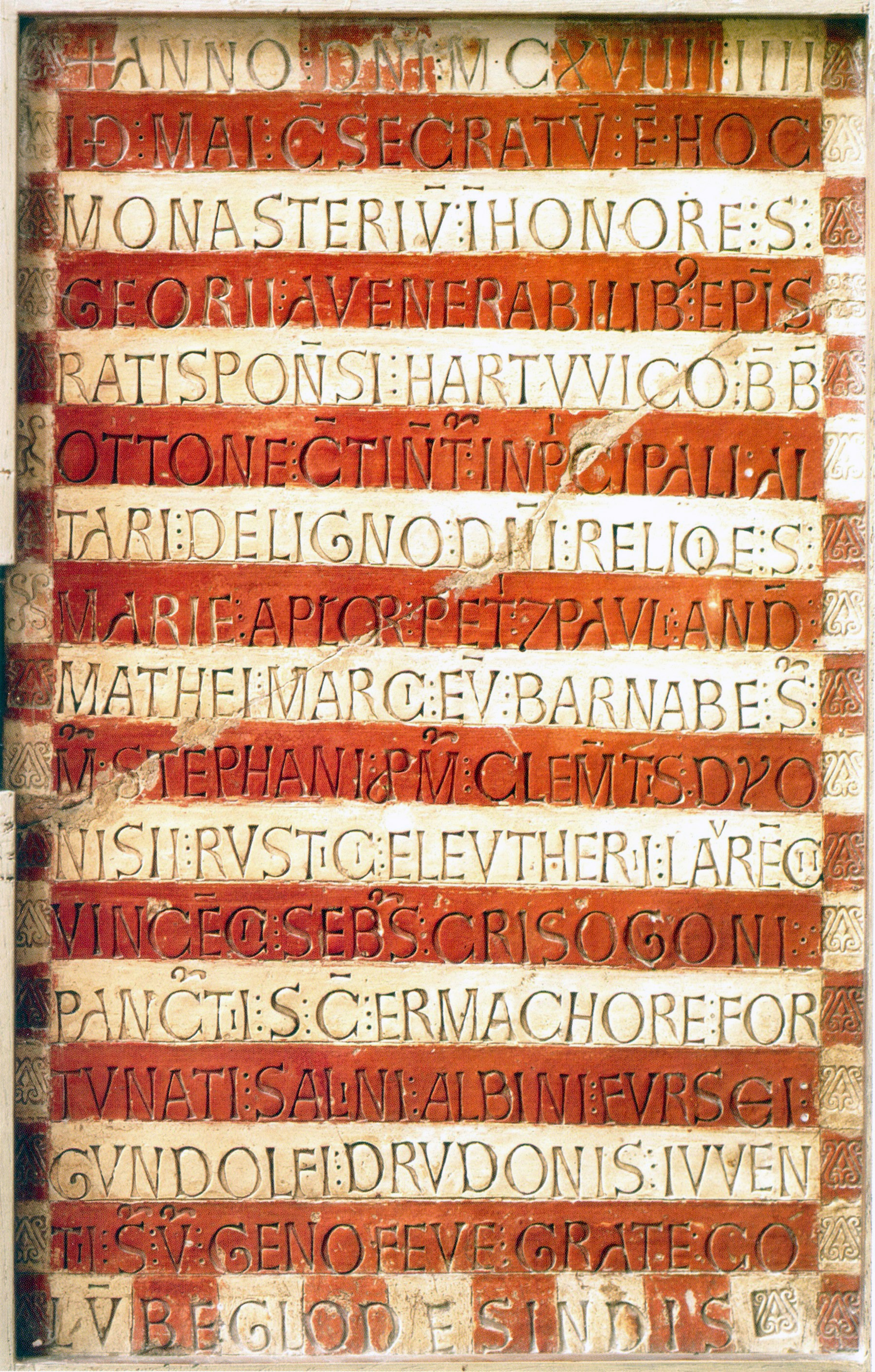
Inscripción en latín de la consagración de 1119 para la iglesia de la abadía de Prüfening, Alemania.

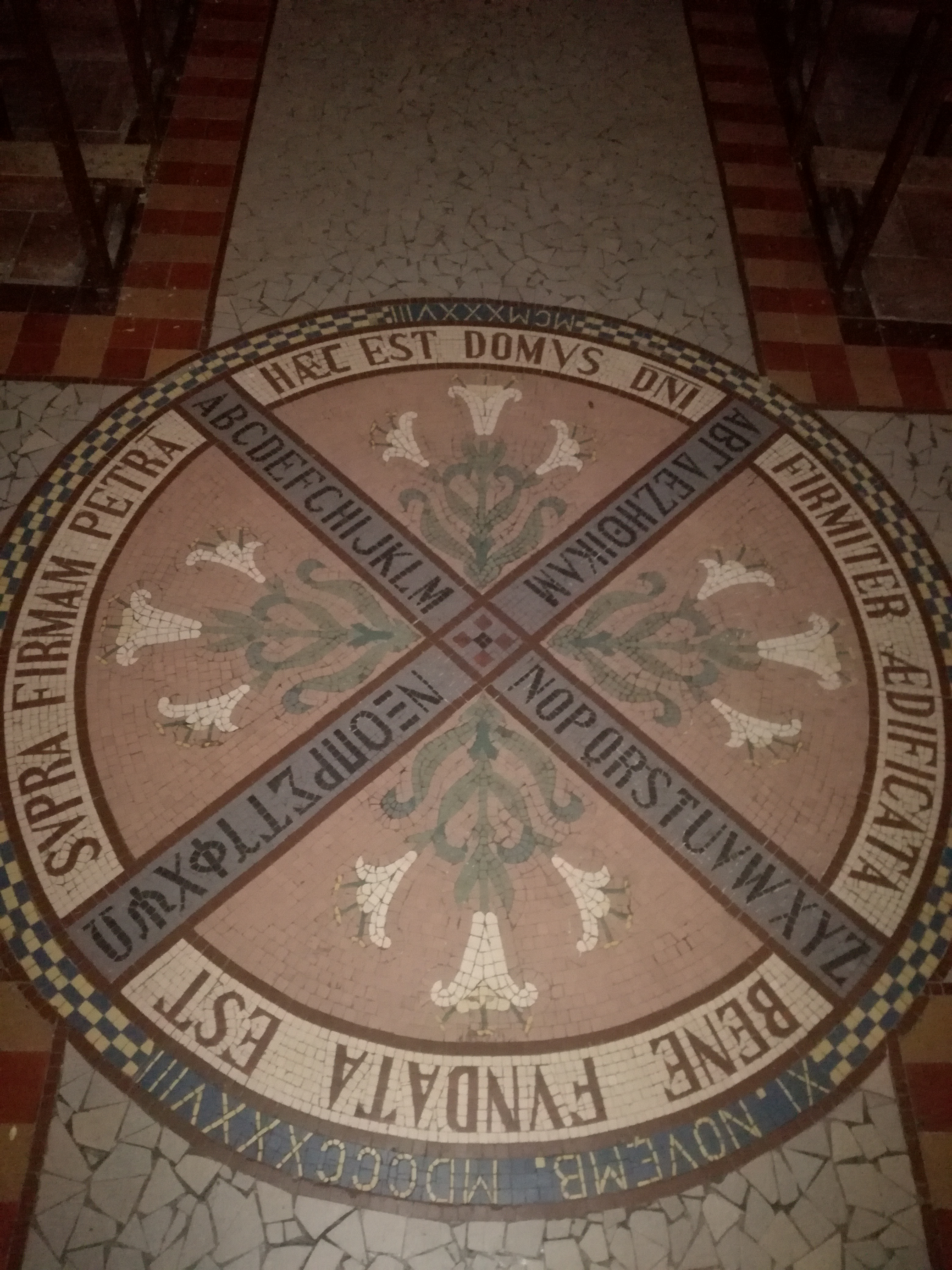
Mosaico con los alfabetos griego y latino en Notre-Dame la Daurade, Francia.

Por decreto del Concilio de Trento (Sesión XXII, celebrada el 17 de septiembre de 1562), la Misa no debe celebrarse en ningún lugar excepto en una iglesia consagrada o bendecida. Por tanto, es el deseo de la Iglesia que, al menos, las catedrales y las iglesias parroquiales sean consagradas solemnemente y que las iglesias más pequeñas sean bendecidas (Cong. Sac. Rit., 7 de agosto de 1875), pero cualquier iglesia y oratorio público o semipúblico pueden ser consagrados (Cong. Sac. Rit., 5 de junio de 1899).
Para la Iglesia católica, el rito de la consagración se describe en el Caeremoniale Episcoporum, capítulos IX-X, y en las misas rituales para la dedicación de una iglesia y un altar del Misal romano.
Los manuscritos y libros de servicio impresos de la Iglesia medieval contienen un largo y elaborado servicio para la consagración de iglesias en el pontifical. El pontifical más antiguo que se conoce es el de Egberto, arzobispo de York (732-766), que, sin embargo, sólo se conserva en una copia manuscrita del siglo X. Los pontificales posteriores son numerosos y algo más extensos. Se puede obtener una buena idea del carácter general del servicio a partir de un esquema del mismo, tal y como se realizaba en Inglaterra después de la Reforma según el uso de Sarum. El servicio está tomado de un pontifical de principios del siglo XV de la Biblioteca de la Universidad de Cambridge, tal como lo imprimió W. Makell en Monumenta ritualia ecclesiae Anglicanae.
Existe un oficio preliminar para la colocación de la primera piedra. El día de la consagración, el obispo se viste en una tienda fuera de la iglesia y luego se dirige a la puerta de la iglesia por fuera, estando un solo diácono dentro de la iglesia. Allí bendice el agua bendita, colocando doce velas encendidas fuera y otras doce dentro de la iglesia. A continuación, rocía las paredes por todo el exterior y llama a la puerta. A continuación, rocía las paredes por todo el exterior una segunda vez, y luego una tercera, llamando a la puerta cada vez. Entonces puede entrar, excluyendo a todos los laicos. A continuación, el obispo fija una cruz en el centro de la iglesia, tras lo cual se recitan las letanías, incluyendo una cláusula especial para la consagración de la iglesia y el altar. Después, el obispo inscribe el alfabeto en letras griegas en una de las extremidades de la cruz de San Andrés, desde el ángulo este izquierdo hasta el ángulo oeste derecho, sobre el pavimento cincelado a tal efecto, y el alfabeto en latín en la otra extremidad, desde el ángulo este derecho hasta el ángulo oeste izquierdo. A continuación, hace una genuflexión ante el altar o la cruz, bendice el agua, mezclada con sal, ceniza y vino, y la rocía tres veces por todas las paredes del interior de la iglesia, comenzando por el altar. Luego rocía el centro de la iglesia en sentido longitudinal y transversal sobre el pavimento y recorre el exterior de la iglesia rociándola tres veces. Después, vuelve a entrar en la iglesia y, colocándose en posición central, rocía con agua bendita los cuatro puntos cardinales y el tejado. A continuación, unge con crisma las cruces de consagración, doce interiores y doce exteriores, antes de dar tres vueltas a la iglesia por dentro y por fuera e incensarla.
A continuación se procede a la consagración del altar. Primero se bendice el agua bendita y se mezcla con crisma. Con la mezcla, el obispo hace una cruz en el centro del altar, luego a la derecha y a la izquierda, y después en los cuatro picos del altar. A continuación, se rocía el altar siete o tres veces con agua no mezclada con crisma y se lava la mesa del altar, se inciensa y se limpia con un paño de lino. A continuación se unge el centro del altar con el óleo de los catecúmenos en forma de cruz. Después de ungir con crisma la piedra del altar, se frota todo el altar con aceite de los catecúmenos y con crisma. A continuación se bendice el incienso y se inciensa el altar, colocando cinco granos de incienso en cruz en el centro y en las cuatro esquinas. Sobre los granos se colocan y encienden cinco cruces de velas delgadas. Después se raspa y limpia el altar. Los manteles y los ornamentos del altar se rocían con agua bendita y se colocan sobre el altar, que a continuación se incensará. Todo esto es subsidiario de la celebración de la Misa, con la que se concluye todo el servicio. Se ha omitido la transcripción y descripción de las diversas colectas, salmos, himnos y bendiciones que componen el orden de la consagración.
El orden de dedicación de Sarum descrito anteriormente es sustancialmente idéntico al orden romano. Hay, sin embargo, una parte muy importante y significativa del ritual, que no se encuentra en el orden eclesiástico inglés, pero que siempre se encuentra en el servicio romano, y no pocas veces en los usos ingleses anteriores y posteriores, en relación con la presencia y el uso de reliquias en la consagración de un altar. Según el ritual romano, después de que el sacerdote haya rociado las paredes de la iglesia por dentro tres veces por todas partes y luego haya rociado el pavimento desde el altar hasta el pórtico, y lateralmente de pared a pared, y luego hasta los cuatro cuartos de la brújula, prepara un poco de cemento en el altar. A continuación, se dirige al lugar donde se guardan las reliquias e inicia una solemne procesión con las reliquias, alrededor del exterior de la iglesia. Allí se predica un sermón y se leen dos decretos del concilio de Trento junto con la escritura de donación o dotación del fundador. A continuación, el obispo, ungiendo la puerta con crisma, entra en la iglesia con las reliquias y las deposita en la cavidad o confesionario del altar. Una vez depositadas, son incensadas y cubiertas, y se unge la cubierta. A continuación se procede a la incensación y limpieza del altar como en la orden de Sarum.
Este uso de las reliquias es muy antiguo y se remonta a la época de san Ambrosio. También existía la costumbre, hoy obsoleta, de encerrar una porción de la Eucaristía consagrada si no se conseguían reliquias. Esto fue ordenado por el cap. 2 del concilio de Celchyth (Chelsea) en 816. Pero aunque antigua, la costumbre de utilizar reliquias no era universal, y donde se encuentra en las órdenes eclesiásticas inglesas, como frecuentemente se encuentra desde el pontifical de Egberto en adelante, se llama el Mos Romanus a diferencia del Mos Anglicanus (Archaeologia, liv. 416). No se contempla la descripción de la primitiva forma irlandesa de consagración conservada en el Leabhar Breac.
El curioso acto ritual, técnicamente llamado abecedarium, es decir, el trazado del alfabeto, a veces en caracteres latinos, a veces en latín y griego, a veces, según Ménard, en latín, griego y hebreo, a lo largo de los brazos de la cruz de San Andrés en el suelo de la iglesia, se remonta al VIII y puede ser incluso más antiguo. Se desconoce su origen y significado. Rossi propuso una explicación, que fue adoptada por el obispo de Salisbury, donde interpreta la cruz de San Andrés como la letra griega inicial de Christus, y todo el acto como significativo de la toma de posesión del lugar a consagrar en nombre de Cristo, que es el Alfa y el Omega, la palabra de Dios, que combina en sí mismo todas las letras que se encuentran entre ellas, todos los elementos del habla humana. Las tres lenguas pueden entonces haber sido sugeridas por el latín, el griego y el hebreo, en los que su título estaba escrito en la cruz.
La separación de los elementos galicanos y romanos en las primeras formas de culto occidentales fue llevada a cabo por Louis Duchesne, que muestra cómo los primeros tenían un carácter funerario y los segundos bautismal.

### Dar nombre a una iglesia
El modo en que una iglesia católica recibía oficialmente un nombre evolucionó con el tiempo. En Inglaterra (con Cornualles) y Gales, las primeras iglesias llevaban el nombre de santos y, a menudo, el de sus fundadores, que, si finalmente eran canonizados, se convertían en los patronos de la iglesia. Más tarde, las iglesias también se dedicaron y recibieron el nombre de los santos cuyas reliquias se exhibían en su interior. Las dobles dedicaciones se basaban en la asociación tradicional de dos santos (como el caso de San Pedro y San Pablo), o por la adición de un santo patrón después de la adquisición de las reliquias, o en la adopción adicional de un santo patrón universalmente reconocido para una iglesia inicialmente dedicada a un santo. uno local.Pedro y Pablo), o por la adición de un santo patrón tras la adquisición de las reliquias, o por la adopción adicional de un santo patrón universalmente reconocido para una iglesia inicialmente dedicada a un santo local. A veces, la elección del santo patrón tenía que ver con una conexión entre sus atributos y los del entorno físico de la iglesia, como santos marineros para iglesias situadas en puertos, y con la peculiaridad de que los santos cuyos detalles de vida eran menos conocidos gozaban de mayor popularidad al ser elegidos (por ejemplo, San Jorge y Santa Margarita).

## Forma ortodoxa
Al comienzo de la construcción, el obispo o su vicario bendicen una piedra angular del edificio. Se pueden depositar reliquias en el interior de la piedra angular, que se rematará con una placa en la que figurará el nombre del santo patrón de la nueva iglesia, los nombres de los santos cuyas reliquias se hayan depositado en la piedra angular (si los hay), el nombre del obispo titular y la fecha.
Vitalijs Permjakovs diferencia los dos términos griegos de consagración de una iglesia de la siguiente forma:
- Kathiérōsis: consagración del altar y del interior de la iglesia mediante la unción (celebración a cargo del clero de la que se excluye a la congregación).
- Enkaínia: entrada solemne del obispo en la nueva iglesia y deposición de las reliquias (un servicio festivo para toda la congregación).

Según su análisis, estos dos ritos originalmente diferentes se fusionaron en un único rito de consagración eclesiástica en Constantinopla en el siglo XI.
El Euchologion Barberini gr. 336 (finales del siglo VIII) es el testimonio más antiguo e importante del rito de consagración de una iglesia (así como de otros varios ritos) en Bizancio. Aunque a menudo se refiere a las condiciones de Constantinopla, probablemente fue escrito en el sur de Italia, es decir, en una zona periférica del Imperio bizantino. El redactor también parece haberse inspirado en la liturgia de Jerusalén. En Barberini gr. 336 se distinguen un texto más antiguo (versión corta) y una adaptación más reciente (versión larga); la versión corta coincide en gran medida con otras fuentes. Junto a la versión larga pueden encontrarse otros testimonios adicionales.
La versión abreviada ofrece la siguiente imagen de la primera ceremonia de consagración de una iglesia en Constantinopla:
- Primera parte - kathiérōsis:

Cuando los marmolistas han terminado el altar, ellos (como todos los laicos) salen de la iglesia para poder consagrar la izquierda. El patriarca entra con el clero acompañante; las puertas se cierran con llave. El patriarca se arrodilla ante las puertas del santuario. Se levanta para la oración de intercesión, que recita el diácono. Mientras tanto, el patriarca recita la oración inicial, en la que recuerda el santuario del desierto de Israel, el Templo de Salomón, el sacrificio incruento que celebra la Iglesia, y la construcción de esta nueva iglesia ("templo"), que "fue edificada en nombre de tu Santo X., en tu honor, en honor de tu Hijo unigénito y del Espíritu Santo". Que Dios conceda la gracia de completar ahora la consagración de la iglesia y consagrar el altar. El patriarca rocía nítron blanco (νίτρα λευκὰ) en forma de cruz sobre el altar. Se le da agua caliente en la pila bautismal, que rocía sobre el altar ("mesa santa") y frota con las manos para que el altar quede limpio. A continuación, vierte vino en forma de cruz sobre el altar y lo seca con un paño de lino nuevo. Por último, marca tres cruces en el altar con el santo crisma y lo esparce por todo el altar con las manos, marcando con cruces los pilares sobre los que descansa el altar. Después de lavarse las manos, extiende el mantel sobre el altar. Inciensa el altar, el presbiterio y todo el edificio de la iglesia. Mientras tanto, un obispo asistente marca todos los pilares de la iglesia con cruces crismales. El diácono recita la letanía habitual, que tiene la forma: "En memoria de nuestra Santísima y pura Señora, la Madre de Dios, y de la santa X. (cuyo templo está siendo consagrado)". La kathiérōsis termina con una oración final y la despedida.
- Segunda parte - enkaínia:

Las reliquias destinadas a la nueva iglesia se guardan en una iglesia vecina (si no hay iglesia vecina, las reliquias se colocan en una mesita delante del icono de Cristo en el iconostasio). Allí se celebra la Liturgia de las horas. El patriarca lleva las reliquias en procesión a la nueva iglesia y entra en el nártex. Sigue el Salmo 24 en alternancia. Se abren las puertas de la nave y el patriarca entra con toda la congregación. Mientras se canta un tropario, el patriarca coloca las reliquias en el altar. Reza la siguiente oración: "Dios nuestro, tú también has concedido a los santos que lucharon por ti esta gloria, que sus reliquias estén esparcidas por todo el mundo en tus santas iglesias y se reciba la curación a través de ellas. Señor, tú mismo, dador de todos los bienes, concede por intercesión de los santos cuyas reliquias te ha placido depositar en esta venerable iglesia que seamos dignos de ofrecer el sacrificio incruento sin hacernos culpables. Concede nuestras peticiones de salvación. Concede también a los que han luchado por tu nombre que obren milagros para nuestra redención. Porque tuyo es el reino..." Tras el Gloria y el Trisagio, la liturgia se celebra en la forma habitual.